# تشارلز كلارك
تشارلز كلارك (بالإنجليزية: Charles Clark)‏ وهو سياسي وعسكري أمريكي ينتمي إلى الحزب الديموقراطي ولد كلارك في 24 أيار من سنة 1811 في ولاية أوهايو لامريكية شغل كلارك منصب حاكم ولاية مسيسيبي ما بين 16 تشرين الثاني من سنة 1863 إلى 22 أيار من سنة 1865 توفي تشارلز كلارك في 18 كانون الأول من سنة 1877 في مقاطعة بوليفار بولاية مسيسيبي.